# Landelijk Centrum Hygiëne en Veiligheid
Het Landelijk Centrum Hygiëne en Veiligheid (LCHV) is een kenniscentrum voor hygiëne en infectiepreventie. LCHV ontwikkelt hygiënerichtlijnen voor verschillende sectoren en geeft scholing aan Gemeentelijke gezondheidsdiensten. Het centrum is een onderdeel van het Centrum Infectieziektebestrijding van het Rijksinstituut voor Volksgezondheid en Milieu. Het centrum is in 2003 opgericht als project van GGD Nederland om de kwaliteit van de zogenaamde technische hygiënezorg (THZ) in Nederland te verbeteren.
Sectoren waarvoor het LCHV richtlijnen opstelt zijn onder meer evenementen, ambulancezorg, basisscholen, gevangenissen, campings, tatooshops, sauna's, kinderdagverblijven en thuiszorg. Aandachtsgebieden hierbij zijn persoonlijke hygiëne, schoonmaak, bouw- en inrichting, dierplaagbeheersing en legionella-preventie.